# Монтана, Джо
Джо Монтана (англ. Joe Montana, род. 11 июня 1956) — профессиональный игрок в американский футбол, бывший квотербек команд «Сан-Франциско Форти Найнерс» и «Канзас-Сити Чифс», вошедший в Зал Славы профессиональных футболистов. После победы в 1977 году в студенческом сезоне американского футбола, Монтана в 1979 году начал карьеру в НФЛ в клубе «Сан-Франциско Форти Найнерс», за который сыграл 14 сезонов. 2 последних года в лиге провёл в составе «Канзас-Сити Чифс». За карьеру участвовал в четырёх Супербоулах и побеждал в каждом. Вошёл в Зал Славы в 2000 году, сразу же как только это стало позволено правилами. За свою карьеру 3 раза был назван самым ценным игроком Супербоула.
В 1989 и 1990 годах издательство Associated Press называло Монтану самым ценным игроком НФЛ, а в 1990 году он был назван Спортсменом года по версии Sports Illustrated. Четырьмя годами ранее он получал награду Возвращение года в НФЛ по версии AP. Монтана восемь раз участвовал в Про Боулах, а также три раза включался в первую сборную всех звёзд по версии AP в 1987, 1989 и 1990 годах. Он пять сезонов был лидером Национальной футбольной конференции по пассовому рейтингу (1981, 1984, 1985, 1987 и 1989), а в 1987 и 1989 году он лидировал по этому показателю во всей лиге.